# Padeh-ye Mūsá Khān
Padeh-ye Mūsá Khān är en ort i Iran.   Den ligger i provinsen Khorasan, i den nordöstra delen av landet, 900 km öster om huvudstaden Teheran. Padeh-ye Mūsá Khān ligger 826 meter över havet och antalet invånare är 359.
Terrängen runt Padeh-ye Mūsá Khān är kuperad åt sydväst, men åt nordost är den platt. Terrängen runt Padeh-ye Mūsá Khān sluttar österut. Runt Padeh-ye Mūsá Khān är det ganska glesbefolkat, med 35 invånare per kvadratkilometer. Närmaste större samhälle är Ostā-ye Pā'īn, 1,5 km söder om Padeh-ye Mūsá Khān. Omgivningarna runt Padeh-ye Mūsá Khān är i huvudsak ett öppet busklandskap.